# داريل بيس
داريل بيس (بالإنجليزية: Darrell Pace) هو نبال أمريكي، ولد في 23 أكتوبر 1956 في سينسيناتي في الولايات المتحدة.

## وصلات خارجية
- داريل بيس على موقع الاتحاد الدولي للرماية بالسهام (الإنجليزية)
- داريل بيس على موقع اللجنة الأولمبية الدولية (الإنجليزية)
- داريل بيس على موقع أوليمبيديا (الإنجليزية)